# Life in Flight
Life in Flight é um filme estadunidense de comédia dramática e comédia romântica de 2008, escrito e dirigido por Tracey Hecht. Patrick Wilson é Will Sargent, um arquiteto que começa a questionar a vida perfeita que construiu para si e sua família quando conhece a designer urbana Kate Voss (Lynn Collins). Amy Smart co-estrela. Ele estreou no Festival de Cinema de Tribeca em 27 de abril de 2008 e depois foi lançado nos Estados Unidos em 30 de novembro de 2010 pela IFC Films.

## Sinopse
Will Sargent (Wilson) é um arquiteto em ascensão na cidade de Nova York, gerenciando um projeto importante e no meio de negociações para ingressar em uma empresa importante. A esposa de Will, Catherine (Smart), está gerenciando seu sucesso social. O filho de sete anos, Nate (Rosseljong), sente os efeitos de seu sucesso quando suas atividades são muitas vezes deixadas de lado à luz do importante acordo que seu pai está negociando.
Will conhece Kate Voss (Collins), uma designer de pequenos espaços, através de amigos em comum. Will viu seu trabalho na escola de seu filho e a encoraja a deixar seu portfólio para que ele recomende um emprego com o qual está conectado. Os dois se reúnem em várias ocasiões em várias funções sociais e discutem o trabalho de Kate, enquanto Will deixa de mencionar que ele é casado.
Kate liga para o número da casa de Will por engano e fala com a esposa, que a encoraja a deixar o trabalho na casa deles. Quando Kate aparece, ela fica surpresa ao descobrir que não é apenas a casa de Will e não um local de trabalho, mas que ele é casado.

## Elenco
- Patrick Wilson como Will Sargent
- Amy Smart como Catherine Sargent
- Lynn Collins como Kate Voss
- Frederick Weller como Kit
- Monique Gabriela Curnen como Janey
- Zak Orth como Josh
- Rashida Jones como Nina
- Janet Zarish como Pamela
- Troy Britton Johnson como Stewart
- Kevin Rosseljong como Nate Sargent
- Quimby Tyler Bernstine como Cali
- Jennifer Smolos como Cynthia
- Tim Miller como chefe de planejamento da cidade
- Alix Elias como garçonete
- Kelly Nyks como Aidan

## Lançamento
O filme estreou como uma seleção oficial no Festival de Cinema de Tribeca de 2008. Foi lançado quase três anos depois nos Estados Unidos, em 30 de novembro de 2010, pela IFC Films.